# Jeff Coffin
Jeff Coffin (Massachusetts, 1965. augusztus 5. –) amerikai szaxofonos, zeneszerző, zenepedagógus. Háromszoros Grammy-díjas a Béla Fleck and the Flecktones tagjaként (1997- 2010).

## Pályakép
Coffin Massachusettsben született és a maine-i Dexterben nőtt fel. Az ötödik osztályban kezdett altszaxofonozni. Az 1980-as években két nyáron a New Hampshire-i Egyetem Nyári Ifjúsági Zeneiskolájába járt. 1983-ban, miután elvégezte a Spaulding High School-t Rochesterben, New Hampshire-ben, két évig a New Hampshire-i Egyetemre járt. 1990-ben zenepedagógus diplomát szerzett.
1991-ben NEA Jazz Studies ösztöndíjban részesült. Joe Lovano szaxofonosnál tanult.
1997-ben a Fleck Béla and the Flecktones tagja lett. Turnéi miatt aztán 2008-ban elhagyta a Flecktones-t. Ugyanebben az évben csatlakozott a Dave Matthews Band-hez a nyári turnéjukra, amikor LeRoi Moore szaxofonos megsérült egy terepjáró-balesetben. Bár ideiglenesen állt volna be az együttesbe, ám LeRoi Moore belehalt sérüléseibe. Ezért folytatta Coffin átvette a munkát a Big Whiskey & the GrooGrux King című albumon.
A Jeff Coffin & the Mu’tet-et is vezeti. Az 1990-es évek vége óta Coffin készít felvételeket és turnézik zenekarával, a The Mu'tettel.
A Vanderbilt Egyetem Blair School of Music karának tagja.
Coffin több mint 300 előadást tartott főiskolákon, egyetemeken és más iskolákban nemzeti és nemzetközi szinten egyaránt.

## Albumok
- Outside the Lines (1997)
- Commonality (1999)
- Go-Round (2001)
- Bloom (2005)
- Arc of the Circle with Charlie Peacock (2006)
- Mutopia (2008)
- Duet with Jeff Sipe (2011)
- Live! (Ear Up, 2011)
- Side Up (Ear Up, 2014)
- Inside of the Outside (2015)
- Sometimes Springtime (2016)
- Next Time Yellow (2017)

Béla Fleck and the Flecktones
- Left of Cool (1998)
- Greatest Hits of the 20th Century (1999)
- Outbound (2000)
- Live at the Quick (2002)
- Little Worlds (2003)
- The Hidden Land (2006)
- Jingle All the Way (2008)

Dave Matthews Band
- The Best of What's Around Vol. 1 (2006)
- Live at Mile High Music Festival (2008)
- Live Trax 2008 (2008)
- Big Whiskey and the GrooGrux King (2009)
- Live Trax Vol. 15 (2009)
- Europe 2009 (2009)
- Live Trax Vol. 19 (2010)
- Live in New York City (2010)
- Live at Wrigley Field (2011)
- Away from the World (2012)
- Come Tomorrow (2018)

## Díjak
- 2001: Best Contemporary Jazz Album (Outbound)
- 2007: Best Contemporary Jazz Album (The Hidden Land)
- 2009: Best Pop Instrumental Album ((Jingle All the Way)

## Fordítás
Ez a szócikk részben vagy egészben  a   Jeff Coffin című angol Wikipédia-szócikk ezen változatának fordításán alapul.  Az eredeti cikk szerkesztőit annak laptörténete sorolja fel. Ez a jelzés csupán a megfogalmazás eredetét és a szerzői jogokat jelzi, nem szolgál a cikkben szereplő információk forrásmegjelöléseként.